# Harelbeke-Anversa-Harelbeke 1961
L'Harelbeke-Anversa-Harelbeke 1961, quarta edizione della corsa, si svolse l'11 marzo su un percorso con partenza ed arrivo a Harelbeke. Fu vinta dal belga Arthur Decabooter della squadra Groene Leeuw-SAS-Sinalco davanti ai connazionali Frans Aerenhouts e  André Noyelle.

## Ordine d'arrivo (Top 10)
| Pos. | Corridore         | Squadra                     | Tempo |
| ---- | ----------------- | --------------------------- | ----- |
| 1    | Arthur Decabooter | Groene Leeuw-SAS-Sinalco    |       |
| 2    | Frans Aerenhouts  | Mercier-BP-Hutchinson       |       |
| 3    | André Noyelle     | Wiel's-Flandria             |       |
| 4    | Leopold Schaeken  | Wiel's-Flandria             |       |
| 5    | Leopold Rosseel   | Wiel's-Flandria             |       |
| 6    | Jan Van Gompel    | Solo-Van Steenbergen        |       |
| 7    | Jacques Rebiffe   | Liberia-Grammont-Wolber     |       |
| 8    | Arnould Flecy     | Sauvage-Lejeune-Pelforth 43 |       |
| 9    | Aimé Van Avermaet | Groene Leeuw-SAS-Sinalco    |       |
| 10   | Georges Decraeye  | Alcyon-Leroux               |       |